# .600 Nitro Express
.600 Nitro Express (.600 Нитроэкспресс; 15,2×76 мм) — сверхмощный охотничий патрон, один из наиболее мощных патронов для гражданского оружия.

## История
Патрон .600 Nitro Express был разработан в Великобритании известной оружейной фирмой Jeffrey в 1899 году специально для охотников на самую крупную дичь Африки — слонов и носорогов и пущен в серию в 1903 году. Он стал на тот момент самым мощным охотничьим патроном вообще и оставался им до 1988 года, пока не появился патрон .700 Nitro Express. Название «нитроэкспресс» в начале XX века относилось к патронам, снаряжённым быстрогорящим нитроглицериновым порохом (кордитом) и осталось за .600 Nitro Express по традиции по сей день, хотя сейчас этот патрон обычно снаряжается другими видами пороха.
Гильза для патрона .600 Nitro Express — с рантом, поскольку изначально предполагалось применять этот мощнейший боеприпас в основном в штуцерах. Гильза достаточно длинная (76 мм, 3 дюйма) — собственно, как и у других «нитроэкспрессов», поскольку требуется помещать порох, имеющий форму длинных нитей. К тому же применение длинной гильзы несколько снижает давление на начальной стадии выстрела и, соответственно, смягчает отдачу. Форма гильзы — цилиндрическая, со слабой конусностью.

## Особенности и применение
Патрон .600 Nitro Express применяется практически исключительно по своему основному назначению — для стрельбы по слонам. Дульная энергия его пули огромна, при ручном снаряжении патрона она может доходить до 12 кДж. Этой мощности более чем достаточно для надёжного поражения самого крупного слона с одного выстрела, причём при стрельбе не обязательно даже стремиться попасть чётко в убойные места. За столь высокую поражающую способность пришлось расплачиваться колоссальной отдачей, которую в состоянии нормально переносить далеко не каждый стрелок. Очень часто после выстрела охотник не может устоять на ногах; случаи кровотечения из носа и даже ушей при этом — не редкость. Случаются и более серьёзные травмы.
Иногда этим патроном стреляют и другую дичь из «большой пятёрки», например львов. В принципе, .600 Nitro Express чрезвычайно эффективен, если надо остановить нападающего льва на короткой дистанции.
В то же время стрельба этим патроном необходима далеко не всегда даже при охоте на слонов. В ней может возникнуть острая необходимость разве что при нападении разъярённого слона в условиях, когда в распоряжении охотника есть лишь считанные секунды. В другой обстановке его «работу» вполне может проделать и патрон меньшей мощности и с меньшей отдачей, например .505 Gibbs. В общем, патрон .600 Nitro Express может считаться предельно допустимым по мощности боеприпасом для применения в охотничьем оружии. Фактически, это самый мощный охотничий патрон вообще, поскольку редко встречающиеся патроны более крупного калибра и мощности уже едва ли пригодны для практического употребления.
Патрон .600 Nitro Express снаряжается только двумя видами пуль, оболочечными, весом в 900 гранов (58,5 г). Как и все патроны подобного калибра, это недальнобойный боеприпас. Оптимальная дистанция пристрелки — 70 м.
Оружие под патрон .600 Nitro Express — это, прежде всего, «африканские штуцеры», одно- и двуствольные, массой обычно 6-7 кг и стоимостью в несколько десятков тыс. долл. (часто больше 100 тыс. долл.), но изредка под него выпускаются и карабины. В последние годы, с повышением спроса на африканские охоты в России среди состоятельных охотников, оружие под этот патрон, как и сами патроны, появились в продаже в России. Цена одного патрона доходит до 100 долл.
Есть мнение, что с появлением таких калибров как .458 Winchester Magnum и .460 Weatherby патрон .600 Nitro Express утратил свои позиции. Однако, несмотря на меньшую начальную скорость его пули, останавливающее и убойное действие у него заметно выше, чем у этих современных патронов. Тем не менее, оружие под него встречается достаточно редко как по причине высокой цены, так и его чрезмерного веса и слишком сильной отдачи. Продажи оружия в год исчисляются во всём мире десятками, если не единицами.
Австрийская компания Pfeifer выпускает под этот патрон пятизарядный револьвер Zeliska — вероятно, самый большой из серийных револьверов.